# 금속박

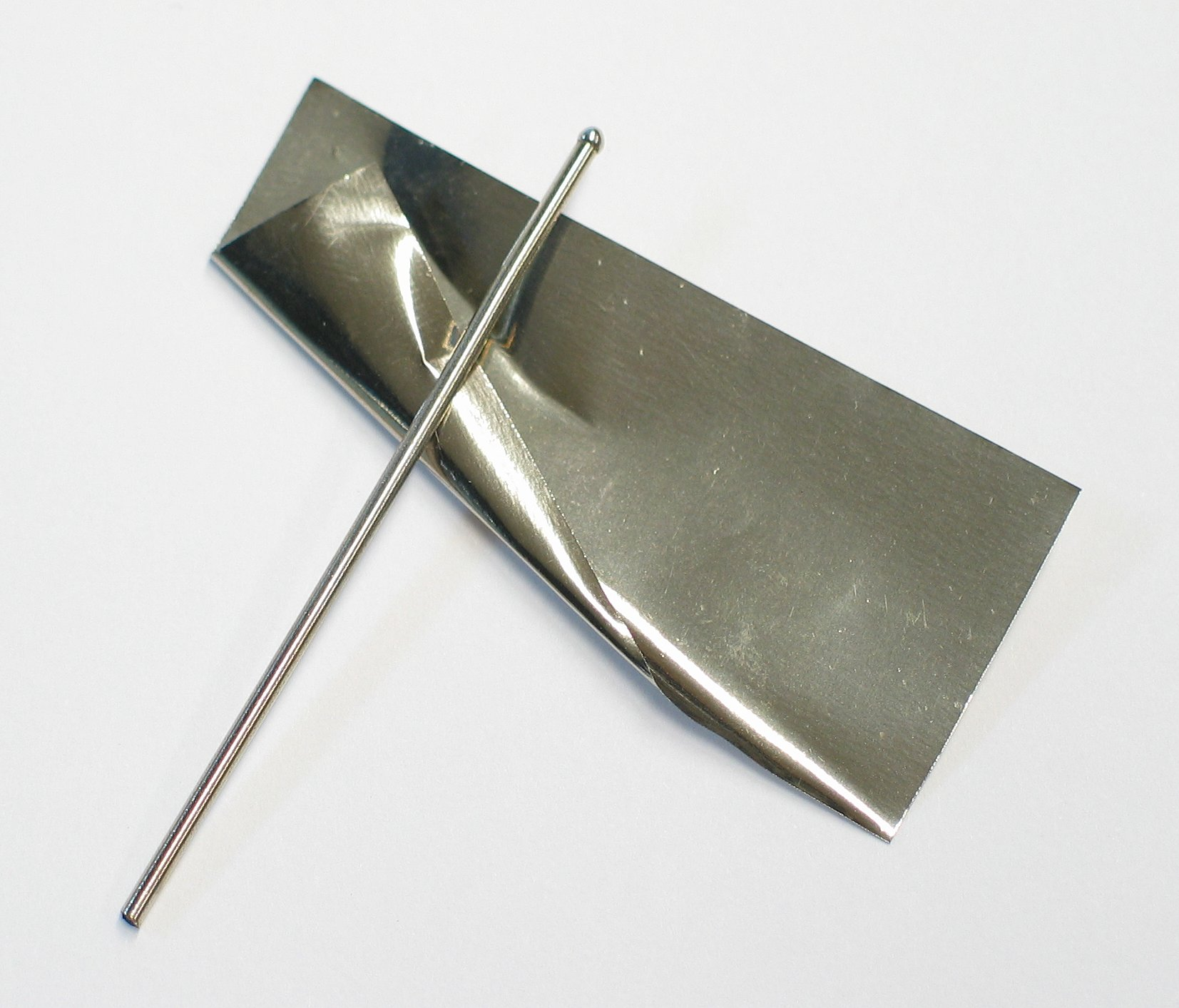
로듐박

금속박(金屬箔), 금속박지(金屬薄紙), 금속 포일(金屬+foil) 또는 포일(영어: foil)은 금속을 압연기 따위로 눌러 종이처럼 얇게 펴서 늘인 것이다. 금박, 은박, 알루미늄박 등이 있다.

## 같이 보기
- 알루미늄박